# Inhibitor
Inhibitor er et antonym for katalysator – dvs. noget som dæmper en given proces, eller nedsætter accelerationen. Ordet beskriver typisk kemiske reaktioner.
Ved tale om enzym-katalyserede reaktioner virker en inhibitor som en dæmpende faktor for enzymets aktivitet. Der kan være tale om to typer af hæmninger/dæmpninger: reversible og irreversible.
| Kemi | Spire Denne artikel om kemi er en spire som bør udbygges. Du er velkommen til at hjælpe Wikipedia ved at udvide den. |